# Laurence Markham Huey
Laurence Markham Huey (San Diego, 6 settembre 1892 – 1963) è stato un ornitologo statunitense.

## Biografia
Figlio di proprietari terrieri, fin da piccolo cercava di conservare i resti delle quaglie che suo padre portava dalle battute di caccia e le uova di varie specie di uccelli. Nel 1913 partecipa ad una spedizione nelle isole Coronado, dove conosce Donald R. Dickey, col quale lavorerà nei 10 anni successivi e dal quale apprenderà i rudimenti di fotografia, oltre alla passione per la mammalogia e l'ornitologia: nel 1914 diviene membro della Società di Storia Naturale di San Diego, sostentandosi con i lavori più disparati (giardiniere, taglialegna etc.).
Nel 1923 viene designato come curatore del dipartimento di ornitologia e mammalogia del Museo di Storia Naturale di San Diego, carica che manterrà ininterrottamente per 38 anni, fino al 1961. Morirà due anni dopo il suo ritiro, nel 1963.